# Гроза, Петру
Пе́тру Гро́за (рум. Petru Groza; 7 декабря 1884, Бэча — 7 января 1958, Бухарест) — румынский государственный и политический деятель. Активный антифашист, глава первого демократического правительства после Второй мировой войны, симпатизировал коммунистическому движению.

## Биография
Широко образованный доктор Петру Гроза был крупным помещиком и владельцем большого состояния, однако в зрелом возрасте он отказался от поддержки правительства Румынии и своего состояния и возглавил крупнейшую в стране крестьянскую организацию «Фронт земледельцев».
Политическую деятельность начал членом Союза румынской молодёжи, боровшейся за отделении Трансильвании от Австро-Венгрии и объединение её с Румынией. В 1918 году был избран депутатом Учредительного собрания Трансильвании. С 1920 по 1927 годы пять раз избирался депутатом румынского парламента от Народной партии, занимал министерские посты. В 1927 году вышел из Народной партии и позднее возглавил созданный в 1933 г. Фронт земледельцев, стоявших на позициях аграрного социализма. В 1942 году был заключён в тюрьму, откуда был освобождён в начале 1944 года.
Во время Второй мировой войны боролся против режима Антонеску. После его свержения в 1945 году стал премьер-министром «коалиционного правительства», сформированного Национально-демократическим фронтом. Конфликтовал с королём Михаем I, санкционировал кровопролитный разгон монархической демонстрации 8 ноября 1945, ставший важным рубежом в установлении диктатуры Румынской компартии. Участвовал в принуждении короля к отречению в конце 1947 года. Занимал должность премьера до 1952 года.
В июне 1952 года Петру Гроза был избран председателем Президиума Великого национального собрания Румынии, 18 марта 1957 г. был вторично переизбран на этот пост.
Был приверженцем коммунизма, но в компартии Румынии не состоял.

«Петру Гроза в антракте стоял в фойе, нас представили, он говорил с нами по-немецки, извинившись, что был непредусмотрителен в своё время и не научился русскому языку — теперь уже он стар, не научишься. „Но кое-чему я всё же от русских научился, особенно политике“. (…) Петру Гроза вскоре заболел. Сначала это было сердечное заболевание; мы были с Лукомским на консультации у него в имении за Карпатами; там мы познакомились с румынским кардиологом профессором Илиеску, в будущем часто посещавшим Москву. Гроза не верил в своё сердечное заболевание, „я каждый день по утрам взбираюсь вон на ту гору“ (гора, действительно, как мы убедились на своём опыте, была высокая), „тут что-то другое“. Через год это „другое“ выяснилось. Оказался рак кишечника, была сделана операция, и меньше, чем через год, Гроза умер», — вспоминает доктор Александр Леонидович Мясников.

Похоронен на кладбище Генча. После смерти Грозы его именем был назван город Штей, носивший это название до 1996 года.

## Семья
Сын Октавиан был видным политиком Румынской Компартии, а дочь Мария переехала в Венгрию, была женой актёра Белы Хорвата.